# Équipe de Biélorussie de futsal FIFA
Maillots
L'équipe de Biélorussie de futsal est une équipe nationale de futsal qui représente la Biélorussie aux compétitions internationales masculines de futsal, sous l'égide de la Fédération biélorusse de football. Elle consiste en une sélection des meilleurs joueurs biélorusses.

## Histoire
Elle a participé au championnat d'Europe de futsal 2010 en Hongrie.

## Palmarès

### Coupe du monde
| Phase finale | Phase finale | Phase finale | Phase finale | Phase finale | Phase finale | Phase finale | Phase finale |                               | Qualifications | Qualifications | Qualifications | Qualifications | Qualifications | Qualifications | Qualifications |
| Année        | Tour         | MJ           | V            | N            | D            | Bp           | Bc           | Résultat                      | MJ             | V              | N              | D              | Bp             | Bc             |                |
| ------------ | ------------ | ------------ | ------------ | ------------ | ------------ | ------------ | ------------ | ----------------------------- | -------------- | -------------- | -------------- | -------------- | -------------- | -------------- | -------------- |
| 1996         | Non qualifié | Non qualifié | Non qualifié | Non qualifié | Non qualifié | Non qualifié | Non qualifié | Groupe A - 5e place           | 4              | 1              | 0              | 3              | 19             | 18             |                |
| 2000         | Non qualifié | Non qualifié | Non qualifié | Non qualifié | Non qualifié | Non qualifié | Non qualifié | Groupe 5 - 3e place           | 4              | 2              | 0              | 2              | 11             | 10             |                |
| 2004         | Non qualifié | Non qualifié | Non qualifié | Non qualifié | Non qualifié | Non qualifié | Non qualifié | barrages                      | 4              | 2              | 0              | 2              | 11             | 11             |                |
| 2008         | Non qualifié | Non qualifié | Non qualifié | Non qualifié | Non qualifié | Non qualifié | Non qualifié | ?                             |                |                |                |                |                |                |                |
| 2012         | Non qualifié | Non qualifié | Non qualifié | Non qualifié | Non qualifié | Non qualifié | Non qualifié | ?                             |                |                |                |                |                |                |                |
| 2016         | Non qualifié | Non qualifié | Non qualifié | Non qualifié | Non qualifié | Non qualifié | Non qualifié | ?                             |                |                |                |                |                |                |                |
| 2021         | Non qualifié | Non qualifié | Non qualifié | Non qualifié | Non qualifié | Non qualifié | Non qualifié | tr. élite - grp. A - 4e place | 6              | 4              | 1              | 3              | 16             | 15             |                |
| Total        |              |              |              |              |              |              |              |                               |                |                |                |                |                |                |                |

### Championnat d'Europe
| Phase finale | Phase finale | Phase finale | Phase finale | Phase finale | Phase finale | Phase finale | Phase finale |          | Qualifications | Qualifications | Qualifications | Qualifications | Qualifications | Qualifications | Qualifications |
| Année        | Tour         | MJ           | V            | N            | D            | Bp           | Bc           | Résultat | MJ             | V              | N              | D              | Bp             | Bc             |                |
| ------------ | ------------ | ------------ | ------------ | ------------ | ------------ | ------------ | ------------ | -------- | -------------- | -------------- | -------------- | -------------- | -------------- | -------------- | -------------- |
| 1996         | Non qualifié | Non qualifié | Non qualifié | Non qualifié | Non qualifié | Non qualifié | Non qualifié | ?        |                |                |                |                |                |                |                |
| 1999         | Non qualifié | Non qualifié | Non qualifié | Non qualifié | Non qualifié | Non qualifié | Non qualifié | ?        |                |                |                |                |                |                |                |
| 2001         | Non qualifié | Non qualifié | Non qualifié | Non qualifié | Non qualifié | Non qualifié | Non qualifié | ?        |                |                |                |                |                |                |                |
| 2003         | Non qualifié | Non qualifié | Non qualifié | Non qualifié | Non qualifié | Non qualifié | Non qualifié | ?        |                |                |                |                |                |                |                |
| 2005         | Non qualifié | Non qualifié | Non qualifié | Non qualifié | Non qualifié | Non qualifié | Non qualifié | ?        |                |                |                |                |                |                |                |
| 2007         | Non qualifié | Non qualifié | Non qualifié | Non qualifié | Non qualifié | Non qualifié | Non qualifié | ?        |                |                |                |                |                |                |                |
| 2010         | 1er tour     | 2            | 0            | 1            | 1            | 6            | 14           | ?        |                |                |                |                |                |                |                |
| 2012         | Non qualifié | Non qualifié | Non qualifié | Non qualifié | Non qualifié | Non qualifié | Non qualifié | ?        |                |                |                |                |                |                |                |
| 2014         | Non qualifié | Non qualifié | Non qualifié | Non qualifié | Non qualifié | Non qualifié | Non qualifié | ?        |                |                |                |                |                |                |                |
| 2016         | Non qualifié | Non qualifié | Non qualifié | Non qualifié | Non qualifié | Non qualifié | Non qualifié | ?        |                |                |                |                |                |                |                |
| 2018         | Non qualifié | Non qualifié | Non qualifié | Non qualifié | Non qualifié | Non qualifié | Non qualifié | ?        |                |                |                |                |                |                |                |
| 2022         | Non qualifié | Non qualifié | Non qualifié | Non qualifié | Non qualifié | Non qualifié | Non qualifié | ?        |                |                |                |                |                |                |                |
| Total        | 1/12         | 2            | 0            | 1            | 1            | 6            | 14           | ?/12     |                |                |                |                |                |                |                |

## Personnalités

### Sélecitonneurs
- depuis ? :  Aleksandr Chernik

### Effectif récent
Les postes mentionnés se réfèrent à ceux du football. Comprendre que « A - attaquant » désigne les « pivots » et « M - milieu de terrain » les « ailiers ».